# White Castle (restaurante)
White Castle es una cadena de restaurantes de comida rápida especializada en hamburguesas, que está establecida con más de 400 locales en el Medio Oeste de Estados Unidos y el área metropolitana de Nueva York. Fundada en 1921 en Wichita (Kansas), está considerada como la cadena de comida rápida pionera en Estados Unidos.

## Historia
El primer restaurante White Castle se inauguró el 13 de septiembre de 1921 en Wichita (Kansas) por el cocinero Walter A. Anderson, que se especializó en vender hamburguesas. Debido a la demanda creciente, muy a menudo le compraban las hamburguesas por docenas, lo que dio lugar al popular eslogan que identificó posteriormente a la compañía: "buy'em by the sack" (cómpralas a saco). Para que su negocio creciera,  Anderson se asoció en 1926 con un corredor de seguros, Edgar Waldo "Billy" Ingram, para abrir nuevos locales. En esos años, los estadounidenses recelaban del consumo de carne picada, por lo que los dos socios adoptaron medidas para remarcar la higiene de su local, como dotar de uniformes a todos sus trabajadores, el uso de parrilla y espátulas, o una característica decoración con porcelana blanca. Pronto el negocio se expandió a otras ciudades del Medio Oeste de Estados Unidos, con edificios prefabricados que seguían las mismas pautas que el local original.
Anderson está acreditado como el inventor del panecillo de hamburguesa, y fue uno de los primeros en diseñar una cadena de cocina para restaurantes de comida rápida, que más tarde emularían otros negocios del sector. Las pautas de trabajo de la casa matriz garantizaban que el cliente recibiría un producto similar en cualquier ciudad. Del mismo modo, el grupo fue uno de los primeros que estableció acuerdos con empresas externas para suministrarles productos, como el pan de hamburguesa o el mobiliario del restaurante, lo que convirtió a White Castle en uno de los pioneros de la comida rápida actual. Otra medida importante que se tomó fue la apertura de un servicio de comida para llevar.
El tipo de hamburguesa de White Castle es más pequeña, diferente a la de otros establecimientos. Durante la Segunda Guerra Mundial crecieron los sentimientos anti-germanos en los Estados Unidos, y la hamburguesa perdió popularidad. El restaurante apostó por una receta distinta, por la que comenzó a vender hamburguesas más pequeñas en mayores cantidades, a cinco centavos la unidad. El proceso de elaboración también era distinto, porque en cada filete se hacían cinco perforaciones para cocinarlo sin necesidad de darle la vuelta. Cuando se hacían a la parrilla se añadían aros de cebolla, lo que les daba un sabor característico.
En 1933, Ingram compró la parte de su negocio a Anderson, y trasladó la sede de la compañía a Columbus (Ohio). El negocio continúa siendo una sociedad limitada y todos los restaurantes White Castle pertenecen a la compañía. La dirección ha pasado posteriormente al hijo E.W. Ingram, y a su nieto E. W. Ingram III. A diferencia de otras hamburgueserías multinacionales, como McDonald's o Burger King, el negocio de White Castle se concentra sólo en algunas zonas de Estados Unidos, con más de 400 locales concentrados en su mayoría en el Medio Oeste de Estados Unidos y el área metropolitana de Nueva York.

## Productos

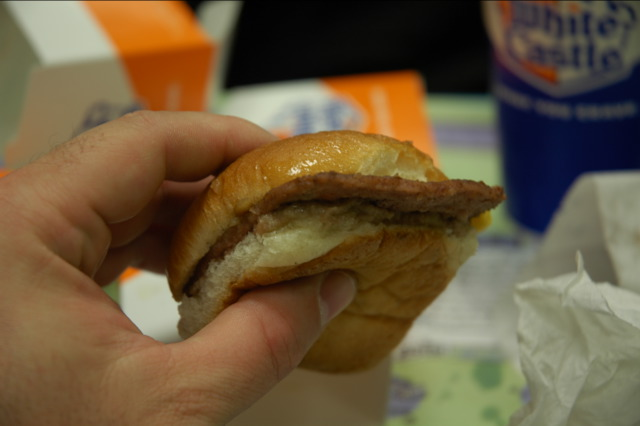
Una hamburguesa slider.

El mayor distintivo de White Castle son sus hamburguesas. La cadena es conocida por ser la primera en comercializar hamburguesas con forma cuadrada, denominados «sliders». Presentan un tamaño menor a una hamburguesa normal, y el filete (de vacuno, pollo, pescado o panceta) también es más fino y cuadrado, lo que les permite vender mayores unidades a un precio menor. Además de una pieza individual y menús, pueden comprarse en cajas de 10, 30 o 100 unidades, conocidas como «crave case».
Esta hamburguesa fue creada por Walter Anderson, quien aportó ideas novedosas como el empleo de una espátula especial para cocinar los pedazos de carne en el grill y poder apretarlos hasta hacerlos planos, o un pan especial para la hamburguesa. En 1949 un empleado, Earl Howell, se dio cuenta de que una hamburguesa rota se hace en menos tiempo, por lo que el grupo comenzó a hacer perforaciones en los filetes para reducir el tiempo de preparación.
Además de los sliders, White Castle vende productos como patatas fritas, aros de cebolla, batidos, alitas de pollo o bocados de pescado, y cuenta con un servicio de desayunos. White Castle tiene también con una línea propia de venta en supermercados, comida congelada y hamburguesas para vending.